# Châteauroux Classic de l'Indre 2012
La 9e édition de la Châteauroux Classic de l'Indre s'est déroulée le 19 août 2012 sous une chaleur accablante. Au terme des 201 kilomètres au programme de l'épreuve, c'est au sprint que s'est une nouvelle fois jouée la victoire. Sprint remporté par le brésilien Rafael Andriato (Farnese Vini-Selle Italia) qui s'est joué du Biélorusse Yauheni Hutarovich (FDJ-BigMat) et du Français Yohann Gène (Europcar) dans les derniers hectomètres pour remporter la course tandis que son leader, Andrea Guardini avait lui goûté au goudron de l'Indre quelques kilomètres plus tôt.

## Équipes
20 formations étaient au départ de cette 9e Classic de l'Indre dont 3 UCI World Tour

| Nom de l'équipe        | Pays     | Code |
| ---------------------- | -------- | ---- |
| AG2R La Mondiale       | France   | ALM  |
| FDJ-BigMat             | France   | FDJ  |
| Saxo Bank-Tinkoff Bank | Danemark | STB  |

| Nom de l'équipe               | Pays       | Code |
| ----------------------------- | ---------- | ---- |
| Accent Jobs-Willems Veranda's | Belgique   | ACC  |
| Bretagne-Schuller             | France     | BSC  |
| Cofidis                       | France     | ACOF |
| Europcar                      | France     | EUC  |
| Farnese Vini                  | Italie     | FAR  |
| Landbouwkrediet-Euphony       | Belgique   | LAN  |
| RusVelo                       | Russie     | RVL  |
| Saur-Sojasun                  | France     | SAU  |
| Type 1-Sanofi                 | États-Unis | TT1  |

| Nom de l'équipe                    | Pays        | Code |
| ---------------------------------- | ----------- | ---- |
| Auber 93                           | France      | AUB  |
| Bridgestone Anchor                 | Japon       | BGT  |
| Endura Racing                      | Royaume-Uni | EDR  |
| La Pomme Marseille                 | France      | LPM  |
| Rabobank Continenal                | Pays-Bas    | RB3  |
| Roubaix Lille Métropole            | France      | RLM  |
| Véranda Rideau-Super U             | France      | VRU  |
| Wallonie Bruxelles-Crédit agricole | Belgique    | WBC  |

## Récit de la course
C’est sous une température caniculaire que s’est déroulée la Classic de l’Indre 2012. Long de 201,2 km, « le parcours aurait été réduit si les autorités locales l’avaient exigé », expliquait Jean-Luc Pernet, le président du comité d’organisation. Malgré un tracé plus escarpé que les années précédentes et de nombreuses attaques, la victoire s’est, comme de coutume, jouée au sprint. Yukiya Arashiro, le Japonais de la formation Europcar et vainqueur du Tour du Limousin quelques jours auparavant, tente une attaque à moins d'un kilomètre de l'arrivée, mais il est repris. Le Brésilien Rafael Andriato (Farnese Vini) résiste jusqu’au bout au retour du Biélorusse Yauheni Hutarovich (FDJ-BigMat) pour s’offrir sa seconde victoire de la saison.

### Classement final
|    | Coureur               | Pays        | Équipe                    |    | Temps           |
| -- | --------------------- | ----------- | ------------------------- | -- | --------------- |
| 1  | Rafael Andriato       | Brésil      | Farnese Vini-Selle Italia | en | 4 h 35 min 50 s |
| 2  | Yauheni Hutarovich    | Biélorussie | FDJ-BigMat                | +  | m.t             |
| 3  | Yohann Gène           | France      | Europcar                  |    | m.t             |
| 4  | Lucas Sebastián Haedo | Argentine   | Saxo Bank-Tinkoff Bank    |    | m.t             |
| 5  | Evaldas Šiškevičius   | Lituanie    | La Pomme Marseille        |    | m.t             |
| 6  | Fabien Bacquet        | France      | BigMat-Auber 93           |    | m.t             |
| 7  | Cyril Lemoine         | France      | Saur-Sojasun              |    | m.t             |
| 8  | Baptiste Planckaert   | Belgique    | Landbouwkrediet-Euphony   |    | m.t             |
| 9  | Benoît Jarrier        | France      | Véranda Rideau-Super U    |    | m.t             |
| 10 | Mathieu Delarozière   | France      | La Pomme Marseille        |    | m.t             |